# Александровка (Волзький район)
Алекса́ндровка (рос. Александровка, марій. Александровка) — присілок у складі Волзького району Марій Ел, Росія. Входить до складу Приволзького міського поселення.

## Населення
Населення — 3 особи (2010; 14 у 2002).
Національний склад (станом на 2002 рік):
- росіяни — 71 %
- марі — 29 %